# Deglutizione
La deglutizione è un atto fisiologico articolato che consente la progressione del bolo alimentare dalla cavità orale allo stomaco.
È una funzione essenziale molto complessa che necessita della coordinazione della muscolatura orofaringea, laringea ed esofagea e se alterata può portare a gravi conseguenze quali disidratazione e denutrizione. Durante la deglutizione, la faringe viene convertita per solo pochi secondi in un tratto per la propulsione del cibo. È particolarmente importante che la respirazione non venga compromessa a causa della deglutizione.

## Fisiologia della deglutizione
In generale, la deglutizione può essere divisa in: una fase volontaria, che inizia il processo stesso; una fase faringea, involontaria ed è costituita dal passaggio del cibo attraverso la faringe verso l'esofago; e una fase esofagea, anch'essa involontaria, nella quale il cibo transita nell'esofago per essere trasportato nello stomaco.

### Fase volontaria
Quando il cibo è pronto per essere deglutito, viene volontariamente compresso e mescolato con la saliva, al fine di formare il bolo, nella faringe attraverso la pressione esercitata dalla lingua contro il palato, mediante un movimento con andamento postero-superiore. Da qui in poi, la deglutizione procede interamente - o quasi - in maniera automatica e normalmente non può essere interrotta. 

### Fase faringea
Appena il bolo entra nella regione posteriore della bocca e quindi nella faringe, stimola le aree epiteliale recettive per la deglutizione che circondano l'apertura della faringe stessa, in particolar modo le tonsille, e l'impulso da qui passa al tronco encefalico per iniziare una serie di contrazioni muscolari faringee automatiche, come segue:
1. Il palato molle viene spinto superiormente per chiudere le narici posteriori e quindi prevenire il reflusso di cibo nelle cavità nasali.
2. Le pliche palatofaringee da ogni lato della faringe vengono portate medialmente e quindi avvicinate le une alle altre; in questo modo, queste pliche formano una doccia sagittale attraverso la quale il cibo è obbligato a passare. Questa doccia svolge un'azione selettiva, permettendo solo al cibo che è stato sufficientemente masticato di passare con facilità. Giacché questa fase della deglutizione dura meno di un secondo, ogni componente del cibo presente in bocca le cui dimensioni siano troppo grandi risentirà di un impedimento al passaggio nell'esofago, quindi verrà masticato nuovamente.
3. Le corde vocali della laringe vengono avvicinate severamente, e la laringe viene spinta in direzione antero-superiore dai muscoli del collo. Queste azioni, combinate con la presenza di legamenti che prevengono il movimento verso l'alto dell'epiglottide, causano in quest'ultima un'oscillazione in senso posteriore sopra l'apertura della laringe. Tutti questi effetti agiscono insieme al fine di prevenire il passaggio di cibo nel naso e nella trachea. La distruzione delle corde vocali o dei muscoli che tendono ad avvicinarle può causare strangolamento e soffocamento da cibo.
4. Il movimento verso l'alto della laringe inoltre solleva e allarga l'apertura dell'esofago. Allo stesso tempo, i primi tre o quattro centimetri della parete muscolare prossimale dell'esofago, chiamati sfintere esofageo superiore (o sfintere faringoesofageo) si rilassano, Quindi, il bolo si muove facilmente e liberamente dalla faringe posteriore all'esofago prossimale. Tra due atti deglutitori, questo sfintere rimane fortemente contratto, impedendo quindi l'influsso di aria nell'esofago durante la respirazione. Il movimento verso l'alto della laringe inoltre solleva la glottide fuori dal flusso principale di cibo, in modo tale che il bolo passi principalmente ai lati dell'epiglottide piuttosto che sopra di essa; questo è un altro meccanismo protettivo contro l'entrata di cibo nella trachea.
5. Una volta che la laringe è stata sollevata e lo sfintere faringoesofageo rilassato, l'intera parete muscolare della faringe si contrae, con polarità cranio-caudale, propellendo il cibo mediante peristalsi nell'esofago.
Per riassumere il meccanismo della fase faringea della deglutizione: la trachea viene chiusa, l'esofago viene aperto, e un'onda peristaltica veloce iniziata dal sistema nervoso della faringe forza il bolo nell'esofago prossimale. L'intero processo avviene in meno di due secondi.

#### Iniziazione nervosa della fase faringea della deglutizione
Le aree tattili più sensibili della regione posteriore della bocca e della faringe giacciono in conformazione ad anello intorno all'apertura faringea, e in alta densità sulla tonsille. Da qui inizia la fase faringea della deglutizione. Gli impulsi vengono trasmessi da queste aree attraverso le porzioni sensoriali dei nervi trigemino e glossofaringeo nel bulbo, sia dentro che in stretta associazione al tratto solitario, che riceve essenzialmente tutti gli impulsi sensoriali provenienti dalla bocca.
Le fasi successive del processo deglutitorio vengono quindi iniziate automaticamente in sequenza ordinata da aree neuronali della sostanza reticolare del bulbo e della regione pontina inferiore. La sequenza del riflesso della deglutizione è lo stesso fra un atto e l'altro e anche la tempistica dell'intero ciclo rimane costante fra una deglutizione e l'altra. Le aree bulbari e pontine inferiori che controllano la deglutizione sono collettivamente chiamate centro della deglutizione.
L'impulso motorio dal centro della deglutizione alla faringe e all'esofago prossimale che causa la deglutizione viene trasmesso successivamente dal quinto, nono, decimo e dodicesimo nervo cranico ed anche da alcuni nervi cervicali superiori.
Quindi, la fase faringea della deglutizione è principalmente un atto riflesso. Viene quasi sempre iniziata dal movimento volontario di cibo nella regione posteriore della bocca, il quale poi eccita recettori sensoriali faringei che elicitano il riflesso della deglutizione.

#### Effetto della fase faringea della deglutizione sulla respirazione
L'intera fase faringea della deglutizione avviene in meno di sei secondi, interrompendo quindi la respirazione per solo una frazione del ciclo respiratorio usuale. Il centro della deglutizione inibisce specificatamente il centro respiratorio bulbare in questo intervallo di tempo, bloccando la respirazione in qualsiasi punto del suo ciclo per permettere la processione della deglutizione. Anche quando una persona parla, la deglutizione interrompe la respirazione per un periodo talmente breve che difficilmente può essere notato.

### Fase esofagea
L'esofago funziona essenzialmente come sistema di conduzione rapida del bolo dalla faringe allo stomaco, e il suo movimento è specificatamente organizzato per svolgere questa funzione.
L'esofago normalmente esibisce due tipi di movimenti peristaltici: la peristalsi primaria e la peristalsi secondaria. La peristalsi primaria è la semplice continuazione dell'onda peristaltica che inizia nella faringe e propagatasi nell'esofago durante la fase faringea della deglutizione. Questa onda passa direttamente dalla faringe allo stomaco in circa 8-10 secondi. Il bolo deglutito da una persona in posizione eretta viene normalmente trasmesso alla terminazione distale dell'esofago ancor più rapidamente dell'onda peristaltica stessa, coprendo la distanza in circa 5-8 secondi, a causa dell'effetto addizionale della gravità sul bolo.
Se l'onda peristaltica primaria fallisce nel portare allo stomaco tutto il contenuto esofageo, un'onda peristaltica secondaria viene generata dalla distensione dell'esofago stesso causata dalla ritenzione di cibo; queste onde continuano finché tutto il bolo non si è svuotato nello stomaco. Le onde peristaltiche secondarie vengono iniziate da circuiti neurali intrinseci nel sistema nervoso mienterico e in parte da riflessi che iniziano nella faringe e vengono poi trasmessi attraverso le fibre afferenti vagali al bulbo e da qui all'esofago tramite fibre efferenti vagali e glossofaringee.
La muscolatura della parte faringea e del terzo superiore dell'esofago è composta da muscolo striato. Quindi, le onde peristaltiche in queste regioni sono controllate da impulsi nervosi scheletrici dai nervi glossofaringeo e vago. Nei due terzi inferiori dell'esofago, la muscolatura è muscolo liscio, ma anche questa porzione dell'esofago è controllata dal nervo vago che agisce mediante connessioni con il sistema nervoso mienterico esofageo. Quando i nervi vagi all'esofago vengono resecati, il plesso nervoso mienterico dell'esofago diviene sufficientemente eccitabile dopo alcuni giorni da causare forti onde peristaltiche secondarie anche senza il supporto dei riflessi vagali. Quindi, anche dopo paralisi del riflesso della deglutizione del tronco encefalico, il cibo inserito attraverso manovre nosocomiali o in altro modo nell'esofago, può ancora passare velocemente allo stomaco.

#### Rilassamento ricettivo dello stomaco
Quando l'onda peristaltica esofagea approccia lo stomaco, un'onda di rilassamento, trasmessa attraverso i neuroni inibitori mienterici, precede la peristalsi. Quindi, l'intero stomaco e, in minor misura, il duodeno vengono rilassati appena questa onda raggiunge la terminazione distale dell'esofago e quindi vengono preparati in anticipo a ricevere il cibo propulso nell'esofago durante l'atto deglutitorio.

#### Funzione dello sfintere esofageo inferiore (sfintere gastroesofageo)
Nella terminazione distale dell'esofago, esteso per circa tre centimetri sopra la sua giunzione con lo stomaco, il muscolo circolare esofageo funziona come sfintere esofageo inferiore, chiamato anche sfintere gastroesofageo. Questo sfintere normalmente rimane tonicamente contratto con una pressione intraluminale in questo punto dell'esofago di circa 30 mm Hg, in contrasto con la porzione mediana dell'esofago che rimane rilassata. Quando un'onda deglutitoria peristaltica scende per l'esofago, vi è un "rilassamento recettivo" dello sfintere esofageo inferiore in anticipo rispetto all'onda peristaltica, che permette una facile propulsione del bolo nello stomaco. Raramente, lo sfintere non si rilassa soddisfacentemente, risultando in una condizione chiamata acalasia.
Le secrezioni gastriche sono molto acide e contengono molti enzimi proteolitici. La mucosa esofagea, eccetto nell'ottavo inferiore dell'esofago, non è capace di resistere a lungo all'azione digestiva delle secrezioni gastriche. Fortunatamente, la contrazione tonica dello sfintere esofageo inferiore aiuta a prevenire significanti reflussi dei contenuti dello stomaco nell'esofago eccetto in condizioni anormali.

## Esami di laboratorio e strumentali
Il gold standard nello studio della deglutizione è la videofluoroscopia, un esame radiologico che riesce a valutare accuratamente tutto l'atto deglutitorio e risulta particolarmente utile nei soggetti affetti da disfagia, cioè persone che presentano difficoltà a deglutire.

## Deglutizione fetale
Nel feto la deglutizione di liquido amniotico è un atto importante per mantenere costante il volume del liquido prodotto attraverso la diuresi fetale. A sua volta la minzione fetale avviene circa ogni ora.